# محمد بن پولاد
محمد بن پولاد (انگلیسی: Muhammad I ibn Pulad; تولد نامشخص – ۱۳۴۳) یک خان (عنوان) (ح. ۱۳۴۲–۱۳۴۳) خانات جغتای بود. او از نوه‌های چغتای خان و غیاث‌الدین براق بود.